# Histioea meldolae
Histioea meldolae är en fjärilsart som beskrevs av Butler 1876. Histioea meldolae ingår i släktet Histioea och familjen björnspinnare. Inga underarter finns listade i Catalogue of Life.